# Рави
Рави (пол. Rawy) — село в Польщі, у гміні Сипнево Маковського повіту Мазовецького воєводства.
Населення — 126 осіб (2011).
У 1975-1998 роках село належало до Остроленцького воєводства.

## Демографія
Демографічна структура станом на 31 березня 2011 року:
|          | Загалом | Допрацездатний вік | Працездатний вік | Постпрацездатний вік |
| -------- | ------- | ------------------ | ---------------- | -------------------- |
| Чоловіки | 68      | 4                  | 49               | 15                   |
| Жінки    | 58      | 12                 | 24               | 22                   |
| Разом    | 126     | 16                 | 73               | 37                   |